# マイ・ビューティフル・ランドレット
『マイ・ビューティフル・ランドレット』（My Beautiful Laundrette）は、1985年制作のイギリス映画。スティーヴン・フリアーズの5作目で、当初はチャンネル4用に制作した作品だが、エディンバラ国際映画祭での反響をきっかけに劇場公開され高い評価を得た。
全米映画批評家協会賞脚本賞受賞。ニューヨーク映画批評家協会賞脚本賞および助演男優賞受賞。
1995年11月に日本でリバイバル上映された。

## ストーリー
アル中の父親と共にロンドンに住むパキスタン系のオマルは、イングランドも政治も好きではなかった。一方、ロンドンで成功する実業家の叔父ナーセルは、オマルの父親に頼まれ、コインランドリーの経営をオマルに任せるようになる。
ある日、右翼の人種差別者たちから車を壊されそうになったオマルは、その中に旧友のジョニーを見つける。ジョニーによって難を逃れたオマルは、赤字経営のコイン・ランドリーをジョニーと共に経営するようになる。

## キャスト
- ゴードン・ウォーネック：オマル
- ダニエル・デイ＝ルイス：ジョニー
- サイード・ジャーフリー：ナーセル
- ロシャン・セス：オマルの父
- シャーリー・アン・フィールド：レイチェル
- リタ・ウルフ：タニア
- デリック・ブランシュ：サリム